# 瑪麗·摩斯坦
瑪麗·摩斯坦（英語：Mary Morstan）為亞瑟·柯南·道爾小說中的虚构人物，是福爾摩斯助手华生的妻子。

## 人物介绍
玛丽·摩斯坦最早出现在《四签名》一书中，被称作摩斯坦小姐，父親是驻孟买的一名英軍上尉，母親早逝。她就讀於愛丁堡的一間寄宿學校，直至17歲離開。1878年12月，父親摩斯坦上尉返回英國後神秘失蹤。約在1882年時，玛丽·摩斯坦開始在西色爾·弗里斯特夫人家擔任家庭教師。
自1882年起，玛丽·摩斯坦每年同一时间都会收到一颗珍珠，六年后她收到信约她相见。经过福尔摩斯的调查，发现她原本可以因為她父親繼承亞格拉寶藏（原本是英國人强纳森·史摩尔和其餘三個錫克教徒的，但卻被舒尔多少校和摩斯坦上尉獨吞），而成為英國的百万富翁，但因為史摩尔在泰晤士河跟福爾摩斯等人發生追逐戰時，把箱子裡所有的錢財都丟進河裡了，在此之前華生擔心自己被認為是看上瑪麗的錢財不敢告白，事件的最後華生向摩斯坦小姐求婚並得到願意的回覆。
玛丽·摩斯坦最後跟華生醫生結婚，改名為瑪麗·摩斯坦·華生（Mary Mostan Watson），曾在《歪唇男人》和《波士堪谷奇案》中出现，之后華生離開貝克街221號B。但在摩斯坦去世后，華生又返回與福尔摩斯合住。

## 外部連結
- 互联网电影数据库上瑪麗·摩斯坦的资料（英文）
- 瑪麗·摩斯坦 （页面存档备份，存于）在《神探夏洛克》官網上的頁面（英文）